# Westercelle
Westercelle è una frazione (Ortsteil) della città di Celle, nel land della Bassa Sassonia, in Germania.
Già comune autonomo, fu dissolto il 1º gennaio 1973 e incorporato a Celle e, in piccola parte, ad Adelheidsdorf.